# Kępice (gemeente)
De gemeente Kępice is een stad- en landgemeente in het Poolse woiwodschap Pommeren, in powiat Słupski.
De zetel van de gemeente is in Kępice.
Op 30 juni 2004 telde de gemeente 9713 inwoners.

## Plaatsen in de gemeente
Van de gemeente Kępice maken de volgende plaatsen deel uit:
| Poolse naam  | Kasjoebische naam | Duitse naam         |
| ------------ | ----------------- | ------------------- |
| Barcino      |                   | Bartin              |
| Barwino      |                   | Barvin              |
| Biesowice    |                   | Beßwitz             |
| Biesowiczki  |                   | Beßwitzer Glashütte |
| Bronowo      |                   | Brünnow             |
| Brzezinka    |                   | Birkenthal          |
| Chorówko     |                   | Neu Chorow          |
| Chorowo      |                   | Chorow              |
| Ciecholub    |                   | Techlipp            |
| Darnowo      |                   | Börnen              |
| Gościeradz   |                   | Augusthof           |
| Jabłoniec    |                   | Rosenhof            |
| Jabłonna     |                   | Vorwerk Augustthal  |
| Kaczyno      |                   |                     |
| Kawka        |                   |                     |
| Kępice       | Hômer             | Hammermühle         |
| Korzybie     | Korzëbié          | Zollbrück           |
| Kotłowo      |                   | Vorwerk Kotlow      |
| Łużki        |                   | Luschken            |
| Mielęcino    |                   | Fuchsberge          |
| Mzdowiec     |                   | Misdow              |
| Mzdówko      |                   | Misdow B            |
| Mzdowo       |                   | Misdow A            |
| Obłęże       | Òblëżé            | Woblanse            |
| Osieki       |                   | Wusseken            |
| Osowo        | Òsowò             | Wussow              |
| Płocko       |                   | Plötzig             |
| Podgóry      |                   | Puddiger            |
| Polichno     |                   |                     |
| Przyjezierze |                   | Seehof              |
| Przytocko    |                   | Pritzig             |
| Pustowo      | Pùstòwò           | Püstow              |
| Radzikowo    |                   | Marienthal          |
| Warcino      | Warcënò           | Varzin              |
| Węgorzyno    |                   | Vangerin            |
| Żelice Dolne |                   | Nieder Seelitz      |
| Żelice Górne |                   | Ober Seelitz        |

Van deze plaatsen zijn de volgende plaatsen een administratieve plaats solectwo: Barcino, Bronowo, Barwino, Biesowice, Darnowo, Korzybie, Mzdowo, Obłęże, Osowo, Płocko, Podgóry, Pustowo, Przytocko, Warcino, Żelice. Tot 1945 hoorde het grondgebied van de gemeente tot het Duitse Rijk en had het gebied een overwegend Duitse bevolking.

## Oppervlakte gegevens
In 2002 bedroeg de totale oppervlakte van gemeente Kępice 293,43 km², waarvan:
- agrarisch gebied: 31%
- bossen: 61%

De gemeente beslaat 12,74% van de totale oppervlakte van de powiat.

## Demografie
Stand op 30 juni 2004:
| Omschrijving                   | Totaal | Totaal | Vrouwen | Vrouwen | Mannen | Mannen |
| ------------------------------ | ------ | ------ | ------- | ------- | ------ | ------ |
| eenheid                        | aantal | %      | aantal  | %       | aantal | %      |
| inwoners                       | 9713   | 100    | 4770    | 49,1    | 4943   | 50,9   |
| bevolkingsdichtheid (inw./km²) | 33,1   | 33,1   | 16,3    | 16,3    | 16,8   | 16,8   |

In 2002 bedroeg het gemiddelde inkomen per inwoner 1500,1 zł.

## Aangrenzende gemeenten
Miastko, Polanów, Sławno, Słupsk, Trzebielino